# 두르미토르

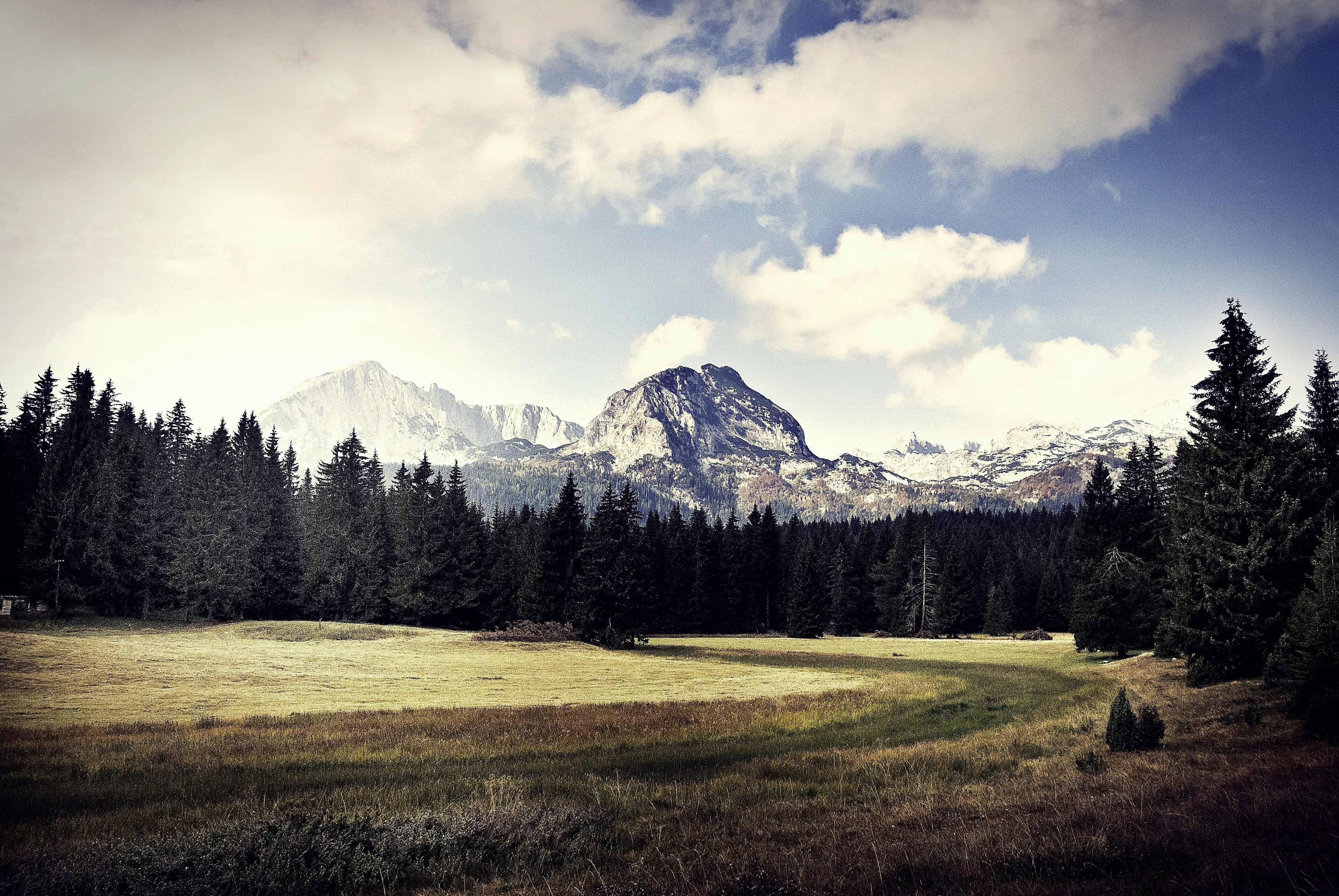

두르미토르(Durmitor, Дурмитор)는 몬테네그로 북서부에 위치한 육괴이다. 디나르알프스산맥의 일부이다. 최고봉 보보토브 쿠크는 높이가 2,523미터에 달한다.
이 대산괴의 이름은 두르미토르를 구성하는 두르미토르 국립공원의 명명에 영향을 주었다. 두르미토르 국립공원은 1952년 설립되었으며 1980년 세계유산으로 지정되었다.

## 사진

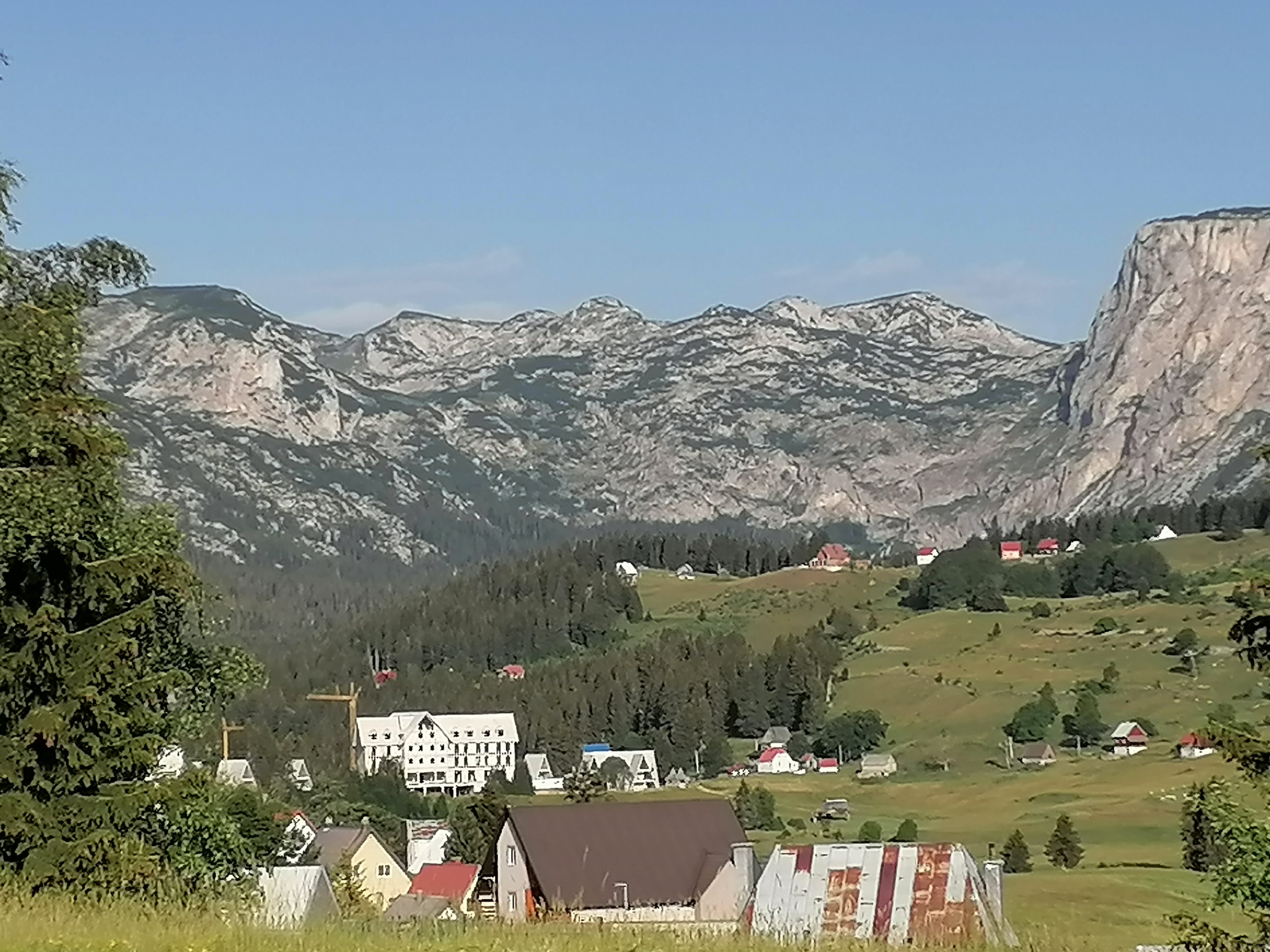
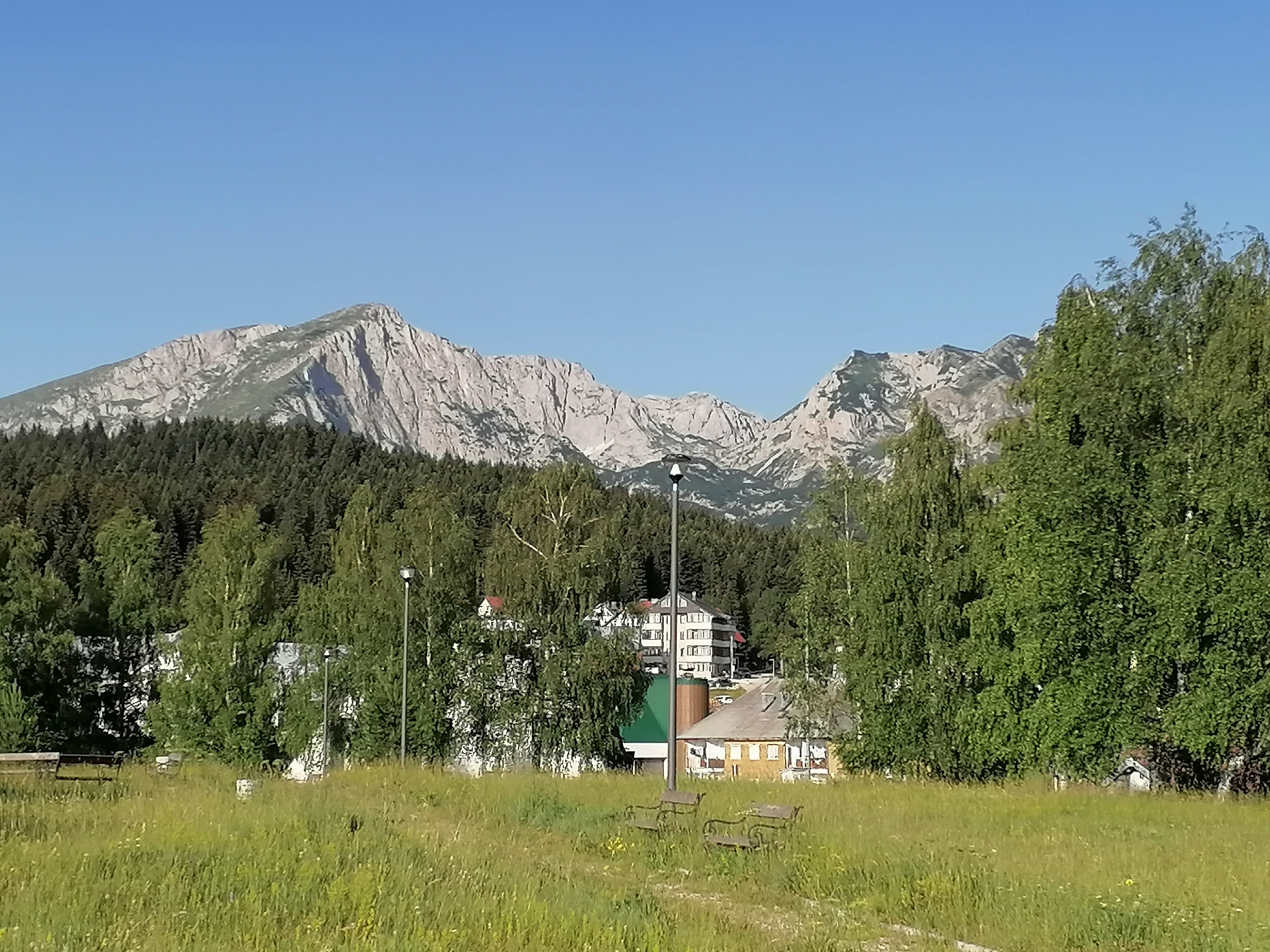
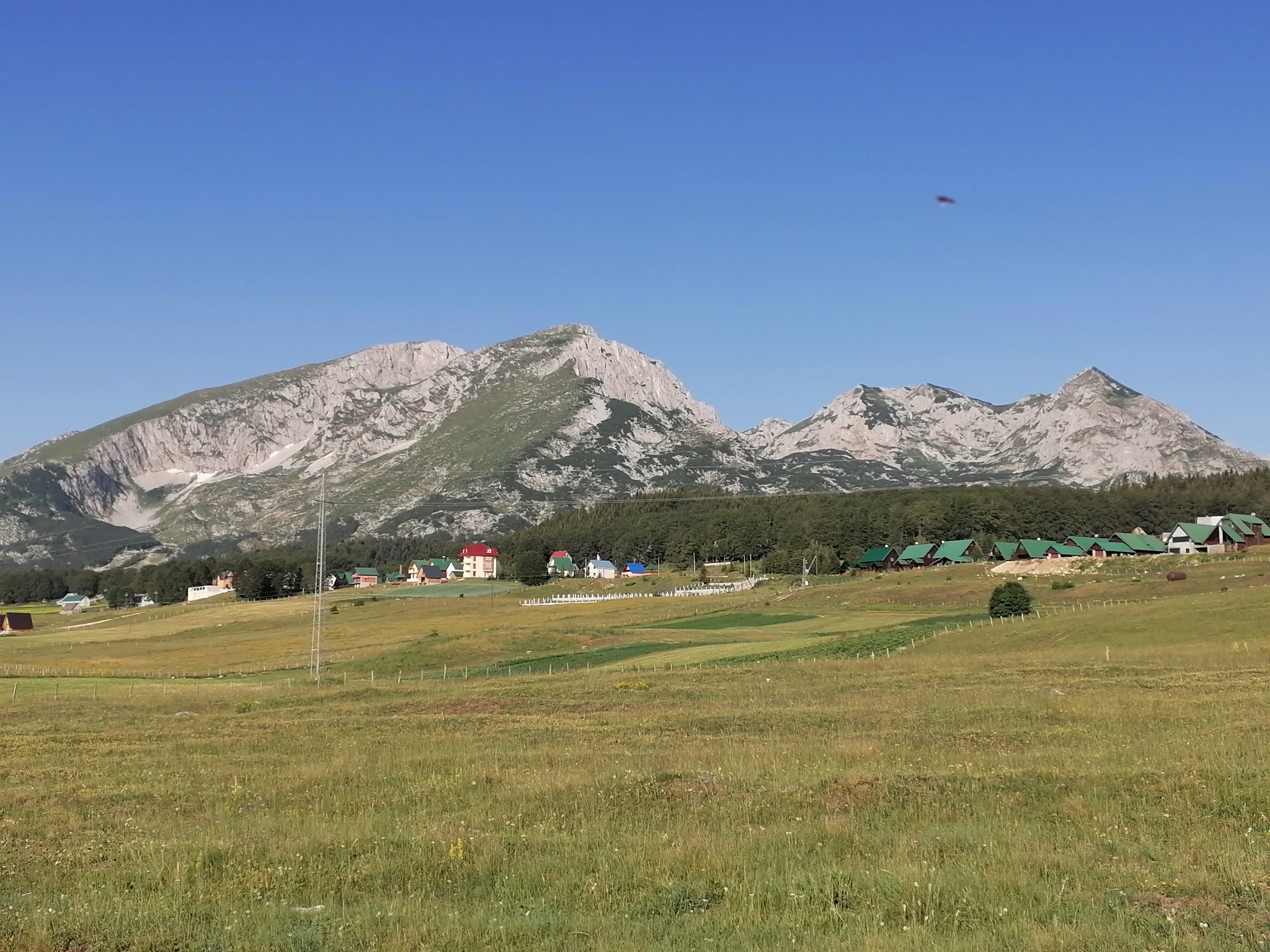
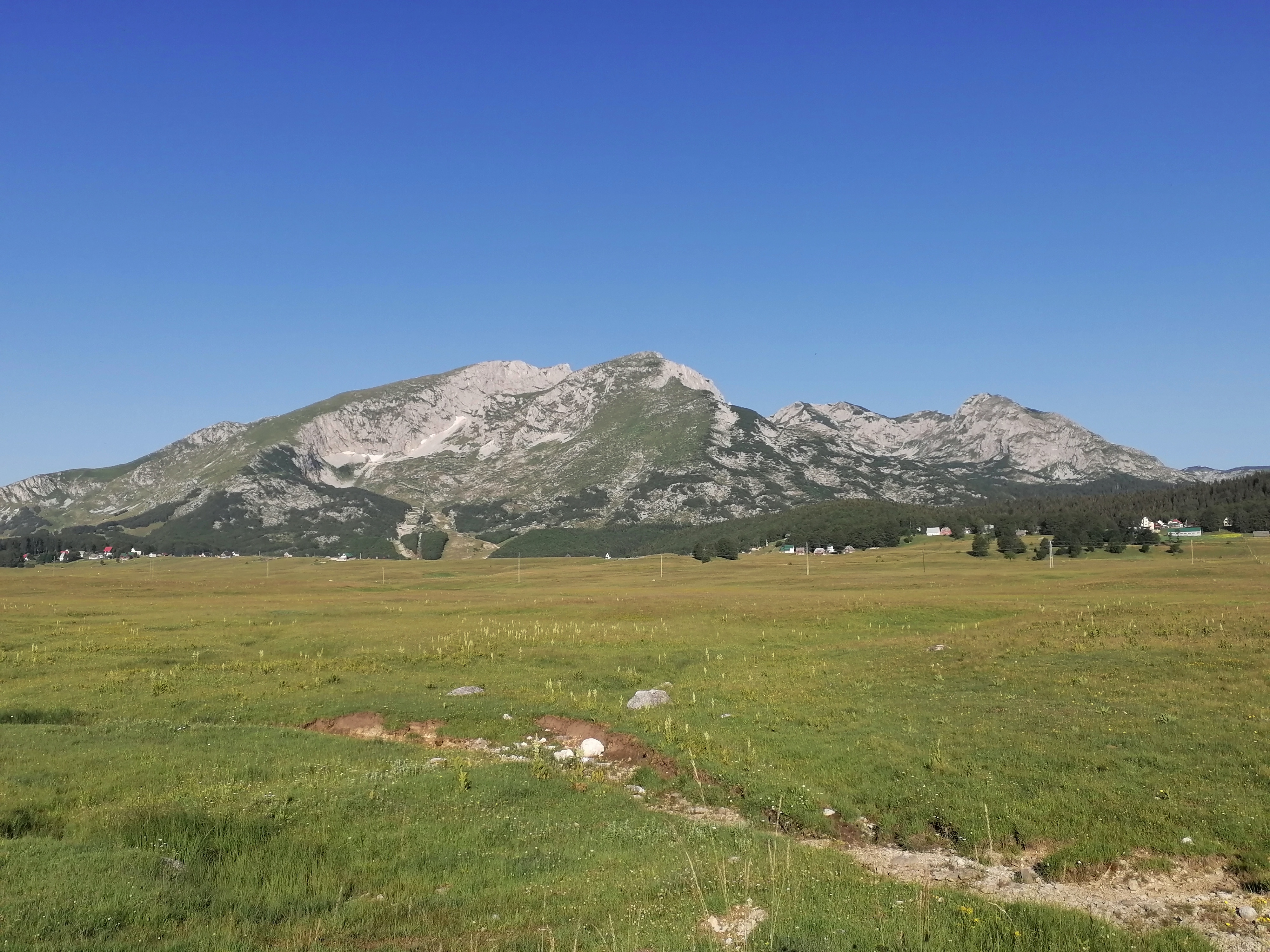
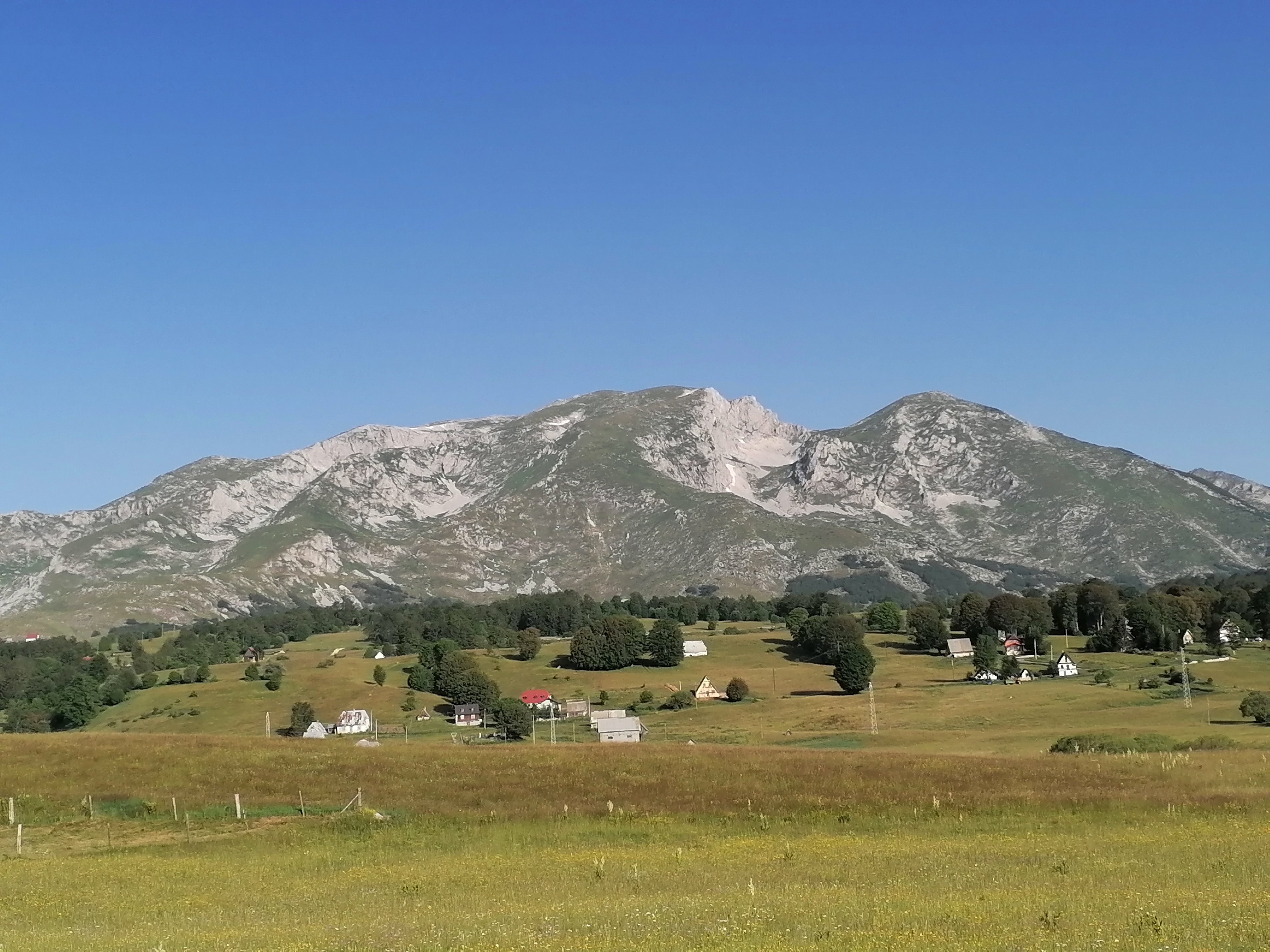
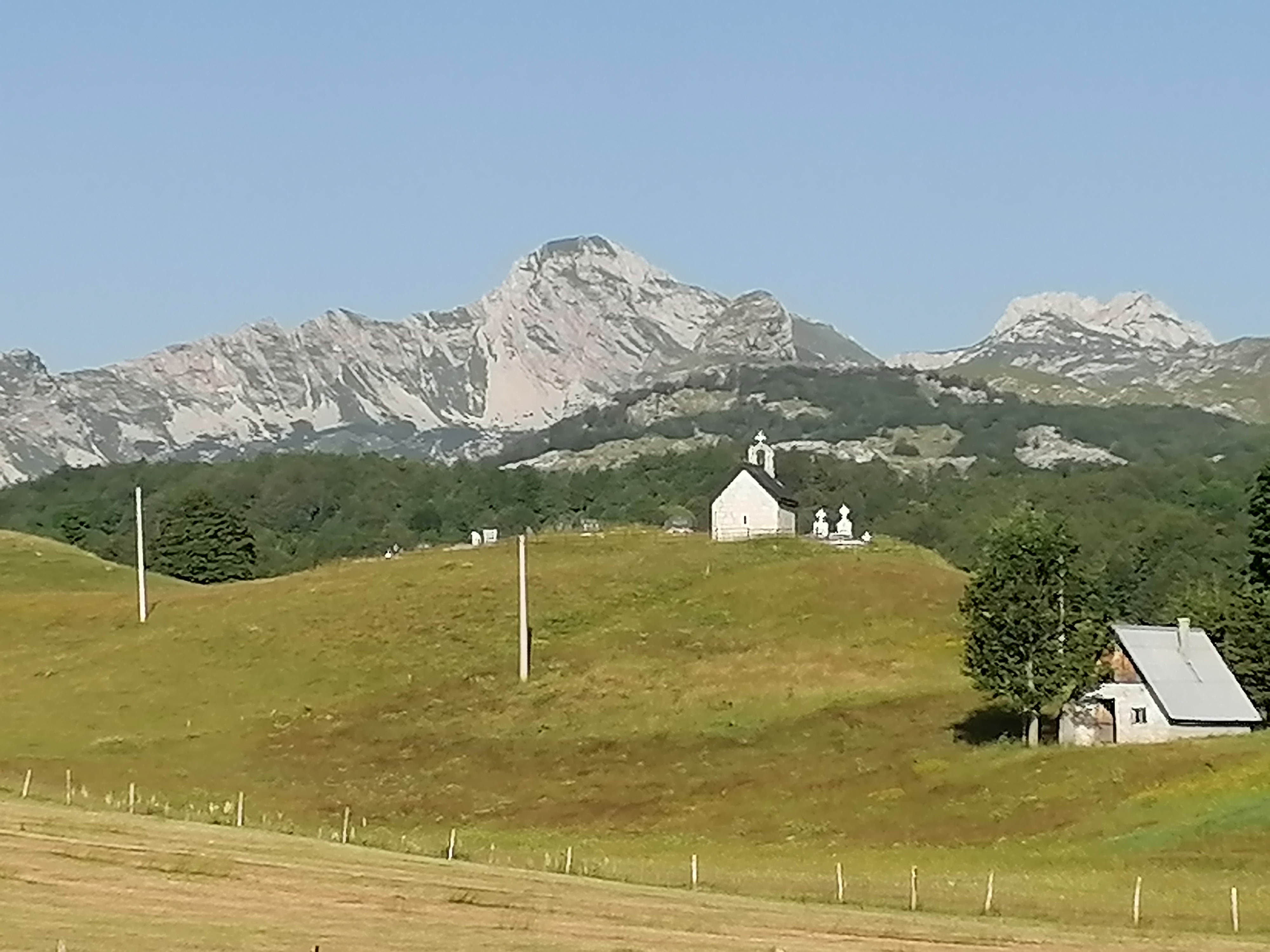
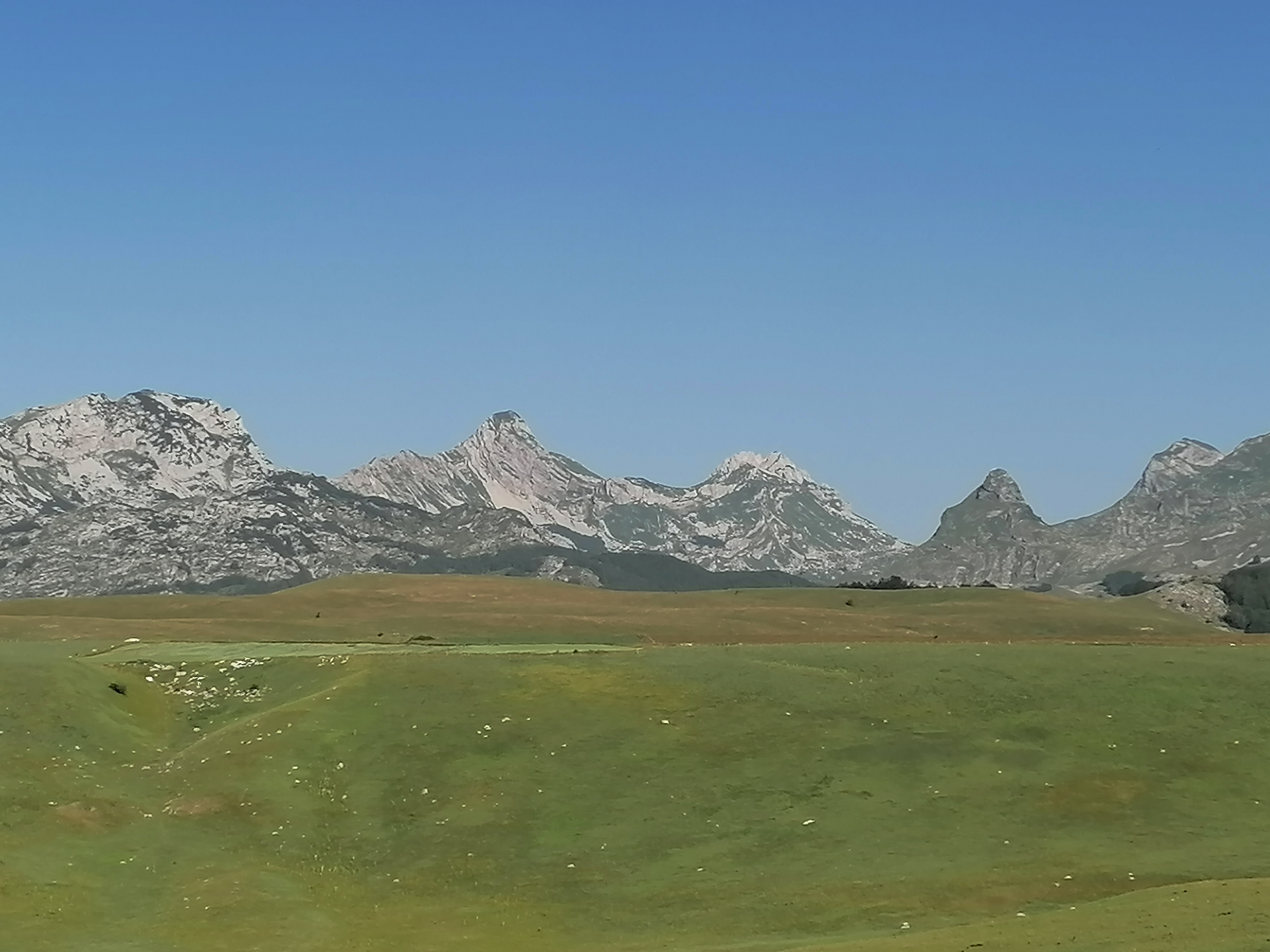